# Малий Орчик
Ма́лий О́рчик —  село в Україні, у Берестинському районі Харківської області. Населення становить 329 осіб. До 2020 орган місцевого самоврядування — Малоорчицька сільська рада.
Після ліквідації Зачепилівського району 19 липня 2020 року село увійшло до Красноградського (Берестинського) району.

## Географія
Село Малий Орчик знаходиться на лівому березі річки Орчик в місці її впадіння в річку Оріль
(права притока). Русла обох річок звивисті, на них багато лиманів, островів і озер, вони сильно заболочені. На протилежному березі розташовані села Орчик і Зарічне, до села примикає село Залінійне.

## Археологія
Навпроти села на схилі правого берега річки Оріль, розташовано 2 поселення дніпро-донецької культури новокам'яної доби.
У центрі села — курган. На північ від села — 6 курганів 1-1,8 метрів висотою.

## Історія
- 1775 - дата заснування.

## Населення
Згідно з переписом УРСР 1989 року чисельність наявного населення села становила 348 осіб, з яких 151 чоловік та 197 жінок.
За переписом населення України 2001 року в селі мешкало 326 осіб.

### Мова
Розподіл населення за рідною мовою за даними перепису 2001 року:
| Мова       | Відсоток |
| ---------- | -------- |
| російська  | 57,45 %  |
| українська | 37,08 %  |
| циганська  | 3,34 %   |
| молдовська | 0,30 %   |
| інші       | 1,83 %   |

## Економіка
- Молочно-товарна ферма.

## Об'єкти соціальної сфери
- Школа.
- Фельдшерсько-акушерський пункт.